# ميمي ناينج
ميمي ناينج (بالفرنسية: Mame Niang)‏ (31 مارس 1984 بداكار في السنغال - ) هو لاعب كرة قدم سنغالي في مركز الهجوم. شارك مع منتخب السنغال لكرة القدم. أما مع النوادي، فقد لعب مع أيل ليماسول وسوبر سبورت يونايتد وماميلودي صن داونز ونادي جامعة بريتوريا ونادي فولفسبورغ ونادي فيكينغ وموروكا سوالوز ونادي دياراف ونادي أمازولو وKongsvinger IL Toppfotball ‏.

## وصلات خارجية
- ميمي ناينج على موقع قاعدة بيانات كرة القدم.إي يو (الإنجليزية)
- ميمي ناينج على موقع بيانات كرة القدم. دي إي (الألمانية)
- ميمي ناينج على موقع Soccerway.com (الإنجليزية)